# Гаваон
Гаваон (ивр. גבעון‎, Гивон, Giḇʻôn; Гибеон) — древний ханаанский город, расположенный в 10 км к северо-западу от Иерусалима. Жили в нём гаваонитяне.

## Библейская история
Местные жители — гаваонитяне — описываются как евеи (Нав. 9:7).
Один из немногих городов, который вступил в союз с пришлыми евреями (Нав. 9:3). При распределении земель между коленами Израиля Гаваон достался в удел племени Вениамина (Нав. 18:25).
Чтобы примириться с жителями Гаваона, Давид выдал им на казнь семерых принцев из рода Саула (2Цар. 21:9).
Во времена царя Соломона в Гаваоне располагалось почитаемое евреями святилище (3Цар. 3:4): скиния Моисея (2Пар. 1:3).

## Поздняя история
В 1895 году на месте исторического Гаваона евреями из Йемена было основано поселение Гивон-ха-Хадаша («Новый Гаваон»). Жители несколько раз покидали Гивон ха-Хадаша (в том числе и после погромов 1929 года), но каждый раз возвращались туда.
В последний раз поселение Гивон-ха-Хадаша было заселено после войны Судного дня (1973); территориально оно расположено на Западном берегу реки Иордан вне международно признанных пределов Израиля.